# Carrarski marmor
Carrarski marmor so v antiki imenovali marmor lunensis. Danes mu pravimo carrarski marmor po mestu Carrara, ki leži v italijanski pokrajini Toskana v provinci Massa-Carrara, med Apuanskimi alpami in Ligurskim morjem. Severno od mesta ležijo številni carrarski kamnolomi, ki se razprostirajo na površini 16 km2.

## Geologija in pojavnost
Carrarski marmor je mlečno bele barve, včasih z rahlo modrikasto senco. Je apnenčev metamorfiziran kristal. Nastaja iz kemičnih in organskih depozitov, ki jih proces metamorfizacije spremeni v majhne kristale romboidne oblike, ki so značilni za apuansko območje. Carrarski marmor ima videz trdnega kamna. Prekrit je z naravnimi lomi, v mineralološkem žargonu imenovani peli. Ti lomi so bili osnova za antične tehnike lomljenja kamna. Marmor sestavlja 98% karbonat in kalcit, 10-15% pa predstavljajo apnenčeve nečistoče, ki se med procesom metamorfizacije spremenijo v zelenkaste pasove.

## Kamnolom
Prvi omenjeni antični carrarski kamnolom je Fantiscritti, ki ga je leta 1442 omenil Ciriacus Anconitanus. Pomemben vir predstavlja slika Saverija Salvionija iz leta 1812, saj je prvič prikazan antični kamnolom na gori Strinato. L. Bruzza in C. Dubois sta konec 19. stol. objavila več epigrafskih virov. Prelomnico v proučevanju predstavljajo različne študije L. Banti, ki je antične carrarske kamnolome katalogizirala, opisala in naredila topografsko karto. Leta 1977 so začeli ta prostor tudi sistematično raziskovati. Namen raziskav je bila dopolnitev L. Banti in izdelava tipologije sledov lomljenja kamna v rimskem času, saj je rimska tehnika lomljenja kamna specifična in jo lahko ločimo od srednjeveške. V tem času začne s svojimi študijami tudi italijanski arheolog E. Dolci, ki je dejaven še danes. 
Carrarske kamnolome so pred prihodom Rimljanov izkoriščali že v času Etruščanov, največ dokazov pa imamo za 2.in 1. stol. p.n. št. Sprva so za potrebe transporta uporabljali tukajšnje pristanišče (portus Lunae), leta 177 p.n. št. pa so ustanovili mesto Luni, kamor so prevažali kamen iz številnih carrarskih kamnolomov. Sprva so na saneh (lizzatura) vozili kamen v dolino reke Magro, nato pa po reki do mesta Luni in naprej po morju.
Ko pride na oblast rimski cesar Gaj Avgust Oktavijan (27 p.n.št - 14 n.št), carrarski kamnolomi postopoma pridejo v imperialno last, pod katero so zagotovo v času cesarja Tiberija (14 - 37). S svojim zakonom o izkoriščanju in rudarjenju (ius metallorum) je v rimskem imperiju ustvaril monopol nad kamnolomi in tako tudi nad  carrarskimi. Njihov pomen kaže število piscev, ki jih omenjajo, npr. Strabon, Plinij Starejši, Silij Italik, Stacij, Svetonij,... 
Do sedaj je znanih 18 antičnih carrarskih kamnolomov. Nadmorska višina teh kamnolomov se giblje med 320 in 715 m. Gre za tri bazene nahajališč marmorja znotraj katerih se pojavljajo ti kamnolomi. Število rimskih kamnolomov se z vsako novo raziskavo povečuje, saj so arheološke raziskave na tem območju zelo zahtevne zaradi še danes delujočih kamnolomov. Nekateri so ohranjeni v celoti ali deloma, drugih ni več. Rimske kamnolome so potrdile številne arheološke najdbe, kot so sledi sekanja in rezanja kamna (caesura), sledi koničastega dleta (subula), motik (upupa) in  klinov (cunei), najdbe različnih drugih orodij, polizdelkov in samih izdelkov ter epigrafskih virov (napisi). 
V bazenu Colonnata (bacino di Colonnata) se nahajajo kamnolomi (glej topografsko karto): Bacchiotto (1), Calagio (2), Gioia(3), Fossa Ficola (4), Fossacava (5), Tartone (6) in Scalocchilla (7). V bazenu Miseglia (bacino di Miseglia) so: Bocca di Canalgrande (8), Vara (9), Calangrande (10), La Tagliata (11), Fantiscritti (12) in Monte Strinato (13). V bazenu Torano (bacino di Torano) pa se nahajajo: Crestola/2 (14), Crestola/3 (15), Polvaccio (16), Mandria (17) in Pescina (18).

## Delavnice in izdelki
Kamen so lomili s pomočjo različnih orodij. V carrarskih kamnolomih so največ uporabljali kladivo (malleus), kladivce (malleolus), kladivo s konicama na obeh straneh (vacena) ter kladivo v obliki paralelepipeda. Takšna orodja so uporabljali tudi v drugih rimskih kamnolomih. 
S pomočjo najdenih orodij, izdelkov in predvsem polizdelkov arheologi prepoznavajo delavnice (officinae). Dobro poznana delavnica je bila na gori Strinato. V antiki je bilo v Carrari več delavnic. Zagotovo vemo za: Gioia, Fossa Ficola, Fossacava, Scalocchiella, Bocca di Canalgrande in Monte Strinato. 
Na območju carrarskega kompleksa se pojavljajo različni tipi carrarskega marmorja. Na makroskopski ravni je glavna razlika med tukajšnjimi marmorji barva, glavna tipa sta bel in sivkast marmor. Zaradi teh lastnosti so določeni tipi primerni za različne vrste izdelkov, kot so arhitektonski členi, kipi, sarkofagi, tlaki in obloge. 
Najpogostejši polizdelki, ki jih najdemo, so kapiteli stebrov različnih oblik z napisom (notae lapicidinarum), baze stebrov, bloki v obliki paralelepipeda z napisom ter na pol obdelani bloki brez napisa. 
Pomembnen del odkrivanja dogajanja v kamnolomih predstavljajo napisi, ki jih najdemo tako na izdelkih kot tudi na stenah kamnolomov. Napise okrajšanih imen in večinoma rabljenih rimskih številk so vklesali s koničastim dletom. V Carrari je veliko napisov, ki kažejo na imperialno last. Številne kratice omenjajo cesarja, upravitelja kamnoloma, sužnja ali osvobojenca. Osebo, ki je imela določeno zadolžitev pri proizvodnji marmorja. Med napisi se pojavljajo tudi napisi s številkami, ki kažejo na količino izdelkov. Epigrafski viri potrjujejo obstoj carrarskih kamnolomov med 1. stol. p.n. št. ter vsaj do 3. stol.n. št. 